# DFB-Pokal 2012-2013
La DFB-Pokal 2012-2013 è stata la 70ª edizione della Coppa di Germania, è iniziata il 17 agosto 2012 e si è conclusa il 1º giugno 2013, con la finale disputata allo Stadio Olimpico di Berlino. Il Bayern Monaco ha battuto 3-2 lo Stoccarda e ha vinto il trofeo per la sedicesima volta.

## Club partecipanti
64 squadre hanno preso parte al primo turno della competizione.
| Fußball-Bundesliga 2011-2012 tutte le squadre | 2. Fußball-Bundesliga 2011-2012 tutte le squadre | 3. Liga 2011-2012 le prime 4 squadre                | Squadre vincitrici delle coppe regionali |
| - Amburgo - Augusta - Borussia Dortmund - Borussia Mönchengladbach - Bayer Leverkusen - Bayern Monaco - Colonia - Friburgo - Hannover 96 - Hertha Berlino - Hoffenheim - Kaiserslautern - Magonza - Norimberga - Stoccarda - Schalke 04 - Werder Brema - Wolfsburg | - Alemannia Aachen - Bochum - Dinamo Dresda - Duisburg - Eintracht Braunschweig - Eintracht Francoforte - Energie Cottbus - Erzgebirge Aue - Fortuna Düsseldorf - FSV Francoforte - Greuther Fürth - Hansa Rostock - Ingolstadt 04 - Karlsruhe - Monaco 1860 - Paderborn 07 - St. Pauli - Union Berlino | - Aalen - Heidenheim - Jahn Regensburg - Sandhausen | - Nöttingen (Baden Settentrionale) - Unterhaching (Baviera) - Wacker Burghausen (Baviera) - Berliner AK 07 (Berlino) - Falkensee-Finkenkrug (Brandeburgo) - Oberneuland (Brema) - Victoria Amburgo (Amburgo) - Kickers Offenbach (Assia) - Schönberg 95 (Meclemburgo-Pomerania Anteriore) - Hennef 05 (Renania Centrale) - Rot-Weiss Essen (Renania Meridionale) - TSV Havelse (Bassa Sassonia) - SV Wilhelmshaven (Bassa Sassonia) - SV Roßbach/Wied (Renania) - Saarbrücken (Saarland) - Chemnitz (Sassonia) - Hallescher (Sassonia-Anhalt) - VfB Lubecca (Schleswig-Holstein) - Offenburger FV (Sud Baden) - Wormatia Worms (Sud Est) - Carl Zeiss Jena (Turingia) - Arminia Bielefeld (Vestfalia) - Preußen Münster (Vestfalia) - SG Sonnenhof Großaspach (Württemberg) |

## Calendario
Questo il calendario della competizione:
- Primo turno: 17/20 agosto 2012
- Secondo turno: 30/31 ottobre 2012
- Ottavi di finale: 18/19 dicembre 2012
- Quarti di finale: 26/27 febbraio 2013
- Semifinali: 17/17 aprile 2013
- Finale: 1º giugno 2013

## Primo turno
Le partite si giocano tra il 17 e il 20 agosto 2012.
| Squadra 1            | Risultato   | Squadra 2              |
| -------------------- | ----------- | ---------------------- |
| 17 agosto 2012       |             |                        |
| Sonnenhof G.         | 1 – 2       | FSV Francoforte        |
| Lubecca              | 0 – 3       | Eintracht Braunschweig |
| SV Wilhelmshaven     | 0 – 2       | Augusta                |
| 18 agosto 2012       |             |                        |
| Hallescher           | 0 – 1       | Duisburg               |
| Oberneuland          | 0 – 3       | Borussia Dortmund      |
| Unterhaching         | 1 – 2       | Colonia                |
| Falkensee-Finkenkrug | 0 – 5       | Stoccarda              |
| Victoria Amburgo     | 1 – 2       | Friburgo               |
| Offenburger          | 0 – 3       | St. Pauli              |
| Alemannia Aquisgrana | 0 – 2       | Borussia M'gladbach    |
| Carl Zeiss Jena      | 0 – 4       | Bayer Leverkusen       |
| Berliner AK 07       | 4 – 0       | Hoffenheim             |
| Heidenheim           | 0 – 2       | Bochum                 |
| Schönberg            | 0 – 5       | Wolfsburg              |
| Kickers Offenbach    | 2 – 0       | Greuther Fürth         |
| 19 agosto 2012       |             |                        |
| Nöttingen            | 1 – 6       | Hannover 96            |
| Wormatia Worms       | 2 – 1       | Hertha Berlino         |
| Karlsruhe            | 4 – 2       | Amburgo                |
| Hennef 05            | 0 – 6       | Monaco 1860            |
| Havelse              | 3 – 2 (dts) | Norimberga             |
| Aalen                | 3 – 0       | Ingolstadt 04          |
| Arminia Bielefeld    | 3 – 1       | Paderborn              |
| Saarbrücken          | 0 – 5       | Schalke 04             |
| Erzgebirge Aue       | 3 – 0       | Eintracht Francoforte  |
| Preußen Münster      | 4 – 2 (dts) | Werder Brema           |
| Hansa Rostock        | 1 – 3       | Kaiserslautern         |
| Wacker Burghausen    | 0 – 1       | Fortuna Düsseldorf     |
| Roßbach/Wied         | 0 – 4       | Magonza                |
| 20 agosto 2012       |             |                        |
| Sandhausen           | 3 – 0       | Energie Cottbus        |
| Rot-Weiss Essen      | 0 – 1       | Union Berlino          |
| Chemnitz             | 0 – 3       | Dinamo Dresda          |
| Jahn Ratisbona       | 0 – 4       | Bayern Monaco          |

## Secondo turno
| Squadra 1              | Risultato         | Squadra 2           |
| ---------------------- | ----------------- | ------------------- |
| 30 ottobre 2012        |                   |                     |
| Berliner AK 07         | 0 – 3             | Monaco 1860         |
| Wormatia Worms         | 0 – 0 (3 – 4 dtr) | Colonia             |
| Preußen Münster        | 0 – 1             | Augusta             |
| Eintracht Braunschweig | 0 – 2             | Friburgo            |
| Havelse                | 1 – 3             | Bochum              |
| Schalke 04             | 3 – 0             | Sandhausen          |
| Aalen                  | 1 – 4             | Borussia Dortmund   |
| Magonza                | 2 – 0             | Erzgebirge Aue      |
| 31 ottobre 2012        |                   |                     |
| Karlsruhe              | 1 – 0             | Duisburg            |
| Arminia Bielefeld      | 2 – 3 (dts)       | Bayer Leverkusen    |
| Kickers Offenbach      | 2 – 0             | Union Berlino       |
| Stoccarda              | 3 – 0             | St. Pauli           |
| Hannover 96            | 1 – 1 (4 – 3 dtr) | Dinamo Dresda       |
| Bayern Monaco          | 4 – 0             | Kaiserslautern      |
| Fortuna Düsseldorf     | 1 – 0 (dts)       | Borussia M'gladbach |
| Wolfsburg              | 2 – 0             | FSV Francoforte     |

## Ottavi di finale
| Squadra 1         | Risultato | Squadra 2          |
| ----------------- | --------- | ------------------ |
| 18 dicembre 2012  |           |                    |
| Karlsruhe         | 0 – 1     | Friburgo           |
| Schalke 04        | 1 – 2     | Magonza            |
| Kickers Offenbach | 2 – 0     | Fortuna Düsseldorf |
| Augusta           | 0 – 2     | Bayern Monaco      |
| 19 dicembre 2012  |           |                    |
| Wolfsburg         | 2 – 1     | Bayer Leverkusen   |
| Bochum            | 3 – 0     | Monaco 1860        |
| Borussia Dortmund | 5 – 1     | Hannover 96        |
| Stoccarda         | 2 – 1     | Colonia            |

## Quarti di finale
| Arbitro: | Aytekin |

|                         |           |                                  |
| S. Parker 2’ Zimling 4’ | Marcatori | 86’ Santini 90+3’ 108’ Caligiuri |

| Arbitro: | Stark |

|            |           |                   |
| Stadel 81’ | Marcatori | 49’ Olić 71’ Dost |

| Arbitro: | Zwayer |

|                          |           |  |
| Gentner 18’ Ibišević 81’ | Marcatori |  |

| Arbitro: | Kircher |

|            |           |  |
| Robben 43’ | Marcatori |  |

## Semifinali
| Arbitro: | Meyer |

|                    |           |               |
| Boka 9’ Harnik 29’ | Marcatori | 14’ Rosenthal |

| Arbitro: | Kircher |

|                                                        |           |           |
| Mandžukić 17’ Robben 35’ Shaqiri 50’ Gómez 80’ 83’ 86’ | Marcatori | 45’ Diego |

## Finale
| Arbitro: | Manuel Gräfe |

|                                  |           |                 |
| Müller 37’ (rig.) Gómez 48’, 61’ | Marcatori | 71’, 80’ Harnik |